# Leonel Mosevich
Leonel Mosevich (Lomas de Zamora, 4 febbraio 1997) è un calciatore argentino, difensore dell'Instituto (C) in prestito dell'Argentinos Juniors.

## Carriera

### Club
Cresciuto nelle giovanili dell'Argentinos Juniors, esordisce in prima squadra il 13 marzo 2016 nel match pareggiato 0-0 contro il Temperley.

### Nazionale
Nel 2017 partecipa con la nazionale argentina Under-20 al campionato mondiale di categoria, scendendo in campo contro la Guinea.

## Statistiche

### Presenze e reti nei club
Statistiche aggiornate al 3 giugno 2017.
| Stagione        | Squadra            | Campionato      | Campionato | Campionato | Coppe nazionali | Coppe nazionali | Coppe nazionali | Coppe continentali | Coppe continentali | Coppe continentali | Altre coppe | Altre coppe | Altre coppe | Totale | Totale |
| Stagione        | Squadra            | Comp            | Pres       | Reti       | Comp            | Pres            | Reti            | Comp               | Pres               | Reti               | Comp        | Pres        | Reti        | Pres   | Reti   |
| --------------- | ------------------ | --------------- | ---------- | ---------- | --------------- | --------------- | --------------- | ------------------ | ------------------ | ------------------ | ----------- | ----------- | ----------- | ------ | ------ |
| 2016            | Argentinos Juniors | PD              | 3          | 0          | CA              | 0               | 0               | -                  | -                  | -                  | -           | -           | -           | 3      | 0      |
| 2016-2017       | Argentinos Juniors | PD              | 1          | 0          | CA              | 0               | 0               | -                  | -                  | -                  | -           | -           | -           | 1      | 0      |
| Totale carriera | Totale carriera    | Totale carriera | 4          | 0          |                 | 0               | 0               |                    | -                  | -                  |             | -           | -           | 4      | 0      |

## Palmarès

### Club

#### Competizioni nazionali
- Copa Argentina: 1

Patronato: 2022